# Lucientes
Lucientes (Luzientes en aragonés) es un despoblado medieval aragonés situado en el término municipal de Longás, en la comarca de las Cinco Villas y del partido judicial de Ejea de los Caballeros de la Provincia de Zaragoza.
Está situado en la parte sur del municipio de Longás, junto a la pista forestal que une Longás con Luesia, enclavado en plena Sierra de Santo Domingo.
Actualmente solo quedan unas pocas ruinas y vestigios de una torre vigía del castillo de San Marzal como testimonio de este lugar.

## Historia
Según Agustín Ubieto Arteta, la primera mención de este lugar se remonta a 970/994, en una edición de Antonio Ubieto Arteta del Cartulario de San Juan de la Peña I (en Textos Medievales, 6, Valencia, 1972), y recoge también las variantes Lucientes y Lucentes.
Es posible que el Monasterio de Leire recibiera las rentas de la iglesia de Lucientes en el siglo XI igual que las de las poblaciones cercanas de Lobera de Onsella, Longás, Petilla de Aragón, Sibirana y Sos del Rey Católico. Solo se sabe con certeza que las pagaba en el siglo XII.

## Lucientes y Goya
De este lugar eran los antepasados maternos del pintor aragonés Francisco José de Goya y Lucientes, que se trasladaron a la cercana localidad de Uncastillo.